# El ramalazo
El Ramalazo es la tercera pista del álbum Muñequito de Trapo del grupo Selena y Los Dinos, del año 1986. Producida por Manny Guerra, fue grabada originalmente en la década de los 60's por Luis Aguilar, y fue compuesta por el compositor mexicano Tomás Méndez.

## Composición
La canción fue compuesta por Tomás Méndez en la década de los 60's para que fuese grabada por el ranchero Luis Aguilar. En 1986, el grupo lanza su cover del tema en una versión al estilo tejano.
El tema está compuesto en modo de metáfora, ya que habla de las altas y bajas que tiene el narrador. En la canción, también explica cómo ha sido la vida de éste, lo que ha tenido que sobrellevar y el golpe de vida que se le dio, dándolo a entender como un "ramalazo": «Y cuando me lo tumbaron fue tan fuerte el ramalazo, que al caer se hizo pedazos, que hasta el corazón me dolió».

## Uso en otros álbumes
- El tema fue regrabado en versión mariachi para el segundo álbum de remezclas de Selena titulado Anthology en 1998.
- "El Ramalazo" apareció en el recopilatorio Selena y sus Inicios, Vol. 2, publicada el 9 de marzo de 2004.[1]

## Créditos
| - Primera voz - Selena Quintanilla - Batería - Suzette Quintanilla - Bajo y segunda voz - A.B. Quintanilla III - Teclados - Ricky Vela - Guitarra - Roger García | - Productor - Manny R. Guerra - Grabación y mezcla - Amen Studios (San Antonio, Tx.) - Arreglos musicales - Selena y Los Dinos - Composición - Tomás Méndez |